# Paul Sandby

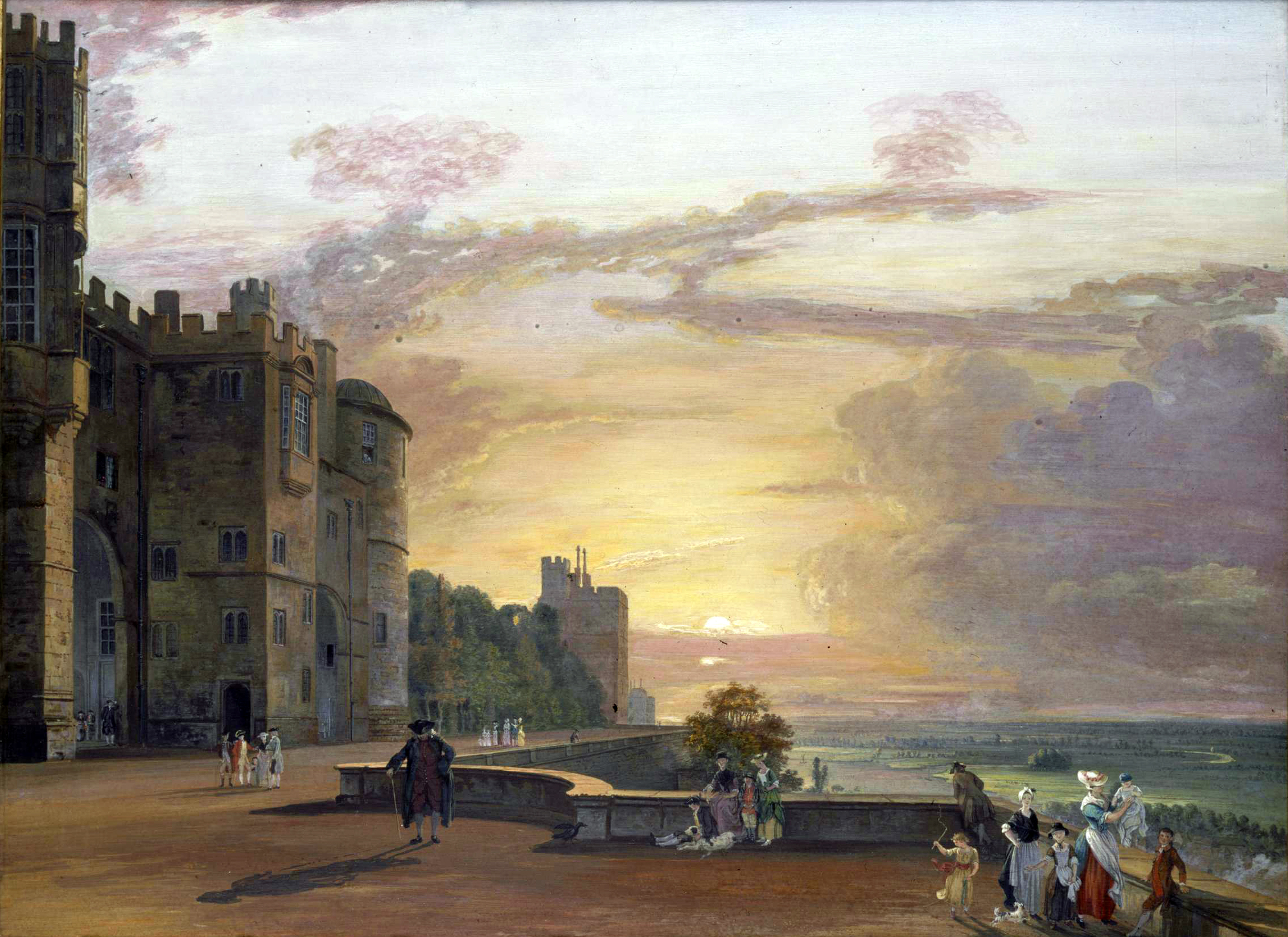
Castelo de Windsor, 1760.

Paul Sandby (1731, Nottingham—7 de novembro de 1809, Londres) foi um cartógrafo inglês que transformou em pintor paisagens em aquarela. Juntamente com seu irmão mais velho, Thomas, tornou-se um dos membros fundadores da Royal Academy em 1768.

## Biografia
Sandby trabalhou como cartógrafo na Board of Ordnance da Torre de Londres no início dos anos 1740, e em 1746 foi encarregado de mapear as remotas Highlands escocesas. Enquanto desempenhava sua função, começou a produzir aquarelas das paisagens e seu talento logo foi reconhecido.
Em 1752, Paul e seu irmão foram encarregados de pintar paisagens das herdades reais em Windsor, e também começaram a produzir gravuras. Sir Joseph Banks contratou-o para criar 48 pranchas retratando o cenário de Gales. Também fez algumas caricaturas ridicularizando William Hogarth.
Em 1768, Paul foi nomeado mestre de desenho da Royal Military Academy em Woolwich, cargo que ocupou até 1799. Morreu em Londres dez anos depois e foi descrito nos obituários como "o pai da moderna pintura de paisagens com aquarela".